# 鉄道車両の製造メーカー一覧
鉄道車両の製造メーカー一覧（てつどうしゃりょうのせいぞうメーカーいちらん）は、鉄道車両を製造するメーカーを50音順に列挙したものである。検索性を高めるため、下記の凡例を用いた。
- 合併や社名変更があった企業については、それぞれ箇条書きとしたため、重複して記載したものがある。
  - 日本のメーカーについては、企業名に変更があったものでも、結果的に50音順にすると隣接するものについては割愛してある。
    - 例）川崎車輌と川崎重工業は異なる企業であるが、同系統であることと、見出しが隣接するために一行でまとめた
- 事業譲渡、倒産、他企業への合併等の履歴は、原則として直後の企業名までを記載した。
- 企業名がアクロニムとなっている場合は、適宜アルファベット読みと正式名称で見出しを立てた。
  - 正式名称ではなく、日本でよく知られる略称の場合もある。
    - 例）AEGはドイツ語に近い「アー・エー・ゲー」ではなく、英語に近い「エー・イー・ジー」を見出しとし、あわせて広く知られている「アルゲマイネ（・エレクトリツィテート・ゲゼルシャフト）」も見出しとした。
- 略称や企業名の一部が広く知られている場合は、適宜どちらも見出しを立てた。
  - 例）「オーレンシュタイン・ウント・コッペル」は、「コッペル」も見出しとした
- コンポーネント、ASSY、部品のみを製造している企業は割愛した。
  - 例）カミンズ
- 記号の凡例
  - #印…車両の保守や改造、更新修繕のみを行い、製造を行わない企業である。
  - 打消…事業譲渡・倒産・他企業への合併と問わず、その企業名での製造を既にとりやめた企業である。
- 日本語版には記事がなくて英語版に記事があるものはそのリンクを、英語版に記事がないものには判明した範囲で各国語版のリンクまたは公式サイトのURLを添えた。
  - また発音が不明なものは、アルファベット表記のままとしている。
- その他についてはノートを参照されたい。

## 日本
- 太字は新幹線電車を製造するメーカー。
- 日本国有鉄道の各工場でも車両を製造したが、ここには掲載していない。

### あ行
- 浅野造船所→日本鋼管→JFEエンジニアリング
- 芦沢鉄工所（戦前に蒸気機関車を製造[1]）→アシザワ・ファインテック（車両製造を終了）
- 天野工場[2][3]→日本車輌製造東京支店
- 雨宮製作所→廃業
- アルナ工機→アルナ車両（軌道車両・保守事業のみ分社）
- 飯野産業→飯野重工業→舞鶴重工業→日立造船
- 東京石川島造船所→IHI
- 宇都宮車両→（合併）→富士重工業→（改称）→SUBARU
- 運輸機材→造機車輌（貨車など製造）→ゾウキ運輸倉庫
- 枝光鉄工所→東洋車輌→廃業
- 梅鉢車輌→（改称）→帝國車輛工業→（合併）→東急車輛製造
- 浦田車両 相鉄3000系電車、相鉄2000系電車
- 大阪車輌工業
- 大阪鉄工所→日立造船
- 大塚工場 明治期の客貨車製造 京浜電気鉄道1号形電車
- 岡部鉄工所 佐世保鉄道フハ1-3、山鹿温泉鉄道ボギー客車、島原鉄道ボギー客車
- 小田急車両工業→小田急エンジニアリング#

### か行
- 加藤製作所
- 加藤車輌製作所→廃業：上記加藤製作所とは別会社だが混同されやすい。長門鉄道や中国鉄道にガソリンカーの納入実績あり。
- 蒲田車輌
- 唐津鉄工所 1914年に常総鉄道5（鉄道院1040形の模倣機）1両のみを製作。→唐津プレシジョン（車両製造を終了）
- 川崎造船所→（分社）→川崎車輛→（合併）→川崎重工業（車両カンパニー）
- 川崎重工業（車両カンパニー）→川崎車両
- 汽車製造→（合併）→川崎重工業
- 木南車輛製造→（改称）→新木南車輛→廃業
- 九州車輌→廃業 西鉄1000形電車 (軌道)
- 協三工業
- 近畿車輛
- 近畿日本工機→近鉄車両エンジニアリング
- 釧路製作所 簡易軌道の自走客車→車両製造を終了
- 楠木製作所　羅須地人鉄道協会3・6号蒸気機関車（元台湾基隆炭鉱）
- 久保鉄工所 国鉄ケ99形蒸気機関車←松浦炭坑専用鉄道5号蒸気機関車
- 熊澤機械 1935年設立。目的は機械工具の製造販売及び計量器販売並びに保険代理業。本社は東京市京橋区。工場は城東区南砂町[4]。1941年ころ工場が埼玉県越谷へ移転[5]。戦後消滅。臼井茂信の調査でも軽便用蒸気機関車の写真1葉[6]のみで製造実績、納品先などまったく解明されていない[7]。
- 黒板工業所 旧西武鉄道（西武多摩川線）キハ10形
- 京王重機整備#
- 京急ファインテック#
- 京成車両工業#
- 小糸車輌

### さ行
- 酒井工作所→酒井重工業
- 坂元工業所 丸子鉄道B2形電気機関車
- 桜田鉄工所→サクラダ→廃業　竜崎鉄道2号蒸気機関車 (初代)
- 佐藤工業 貨車移動機や貨車移動機ベースの小型除雪機関車等を製造[8]。
- 三東 2代目SLスチーム号客車の改造を担当。
- JR東日本テクノロジー#
- 新京成車輌工業#→京成車両工業#
- 芝浦製作所→（改称）→東芝
- 新木南車輛→廃業
- 神鋼電機→シンフォニアテクノロジー
- 新三菱重工業（合併により改称）→三菱重工業
- 西武所沢車両工場（復興社所沢車両工場→西武建設所沢車両工場→西武鉄道所沢車両工場）→車両製造を終了
- 総合車両製作所

### た行
- 大栄車輌#→京成車両工業#
- 田井自動車工業 根室拓殖鉄道かもめ号、銀龍号→車両製造を終了
- 泰和車両
- 立山重工業→大谷製鉄（車両製造を終了）
- 田中車輛→（改称）→近畿車輛
- 谷村鉄工所 魚梁瀬森林鉄道ディーゼル機関車
- 近岡工場（近岡機械製造所） 甲武鉄道客車
- 月島工場 北海道官設鉄道客車
- 司機工→保守・製造
- 津覇車輌工業#→保守のみ
- 帝國車輛工業→（合併）→東急車輛製造
- 鉄道車輛工業→鉄道車両製造を終了。貨車メーカー。
- 鉄道車両製造所→廃業
- 東急横浜製作所→（改称）→東急車輛製造→（事業譲渡）→総合車両製作所（鉄道車両事業のみ譲渡）
- 東急テクノシステム#
- 東京瓦斯電気工業
- 東芝
- 東洋レーヨン（戦後まもなく貨車を製造）
- 東洋工機→車両製造を終了
- 東横車輛電設（改造のほか、東急サハ3250形製造）→東急テクノシステム#

### な行
- 長崎電気軌道 かつては自社工場で電車を製造しており筑後軌道や四国水力電気、富山電気軌道、土佐電鉄に電車を納めている
- 長電テクニカルサービス#
- 中日本重工業（改称）→新三菱重工業（合併により改称）→三菱重工業
- 名古屋電車製作所 明治45年合資会社名古屋電車製作所設立[9]昭和2年日本車輌製造の子会社となる。昭和4年名古屋自動車製作所[10]に改称。戦時中は電気自動車を製造していた[11]。昭和20年戦災により工場焼失[12]
- ナニワ工機→アルナ工機→アルナ車両（軌道車両・保守事業のみ分社）
- 南海車両工業#
- 新潟鐵工所→（事業譲渡）→新潟トランシス
- 西鉄テクノサービス#
- 日国工業（鉄道事業から撤退）→日産車体
- 日本海船渠（どっく）工業→日本海重工業→新日本海重工業（現在は車両製造を終了）
- 日本機械車輌工業→市川重工業→旭重工業→廃業
- 日本建鐡 →(改称) →三菱電機冷熱応用システム 都電6000形他路面電車の製造や改造。
- 日本自動車 多摩湖鉄道キハ1形
- 日本車輌製造
- 日本鉄道事業 黎明期のガソリンカー（単端式気動車）製造会社
- 日本鉄道自動車工業（改称）→日本鉄道自動車（改称）→東洋工機（現在は車両製造を終了）
- 日本輸送機→（改称）→三菱ロジスネクスト
- 野村組工作所 魚梁瀬森林鉄道ディーゼル機関車→新高知重工（車両製造を終了）

### は行
- 服部製作所→日本鉄塔工業（JST）都電100形、120形（旧王子電気軌道）→ＪＳＴ（車両製造を終了）
- 阪神車両メンテナンス#
- 東日本トランスポーテック# →JR東日本テクノロジー#
- 東日本旅客鉄道・新津車両製作所（事業譲渡）→総合車両製作所新津事業所
- 日立製作所
- 平岡工場→（合併）→汽車製造東京支店→川崎重工業
- 廣瀬車両→廃業（1952年）
- 深川造船所→若津鉄工所
- 福岡鐵工所
- 富士車輌→車両製造を終了
- 富士重工業→（鉄道車両製作部門のみ譲渡）→新潟トランシス
- 藤永田造船所→三井E&Sホールディングス
- 北陸重機工業

### ま行
- 松井自動車工作所→松井車両製作所  黎明期のガソリンカー製造多摩湖鉄道ジハ101形
- 丸山車輌 黎明期のガソリンカー（単端式気動車）製造会社 九十九里鉄道キハ101、頸城鉄道ジ1→廃業
- 松岡産業 内燃機関車[13]
- 松山重車輌工業→保線車両のみ
- 三井造船玉野造船所（戦後一時的に鉄道車両に参入）
- 三田製作所→東京機械製造→東京機械製作所（鉄道車両の製造は明治期のみ）
- 三菱重工業神戸造船所→三原製作所
- 宮原機械研究所 井笠鉄道機関車第2号形蒸気機関車
- 宮脇車輌工業→保守のみ
- 武庫川車両工業→阪神車両メンテナンス（車両改造部門のみ引継）
- 名鉄住商工業#
- メトロ車両#
- 森製作所→日本牽引車製造→高田機工（合併）→森製作所（再分離）→車両製造を終了

### や行
- 八島製作所[14]（1939 - 1950年に蒸気機関車約150両を製作）
- 輸送機工業→車両製造を終了

### ら行
- 碌々商店 ガソリン機関車早来軌道、江当軌道→碌々産業高精度微細加工機製造販売事業を展開中

### わ行
- 若松車輛→鉄道車両の製造を終了。貨車メーカー→廃業

## アメリカ合衆国

### あ行
- アトラス・カー・アンド・マニュファクチュアリング (en:Atlas Car and Manufacturing Company)
- アプロマトックス・ロコモティブ・ワークス (en:Appomattox Locomotive Works)
- アメリカン・カー・アンド・ファウンドリー (en:American Car and Foundry Company、ACF)
- アメリカン・ロコモティブ（アルコ） (American Locomotive Co., Ltd.= Alco.)
- アモスケグ・ロコモティブ・ワークス (en:Amoskeag Locomotive Works)
- アルコア (Alcoa)
- インガルス造船所 (Ingalls Shipbuilding)
- EMD
- エンサイン・マニュファクフアリング (en:Ensign Manufacturing Company)
- ウイーズ (Wiese)
- ウイリアム・ダイアー (en:William Dyer)
- ウイルマース (en:Wilmarth)
- ウェイソン・マニュファクチュアリング (en:Wason Manufacturing Company) →ブリル
- ウェスティングハウス・エレクトリック (Westinghouse Electric Corporation = WEMCO)
- ウエスト・ポイント・ファウンドリー (en:West Point Foundry)
- エレクトロ・モーティブ・ディーゼル (Electro-Motive Diesel = EMD)

### か行
- ガンダーソン (Gunderson)
- クック・ロコモティブ・アンド・マシン・ワークス (Cooke Locomotive and Machine Works)→アメリカン・ロコモティブ
- クライマックス・ロコモティブ・ワークス (en:Climax locomotive)
- グラント・ロコモティブ・ワークス (en:Grant Locomotive Works)
- グリーンブリア (en:The Greenbrier Companies)
- グローバー・ロコモティブ・ワークス (en:Glover Locomotive Works)
- グローブ・ロコモティブ・ワークス (Globe Locomotive Works)
- ケンタッキー・ロコモティブ・ワークス (en:Kentucky Locomotive Works)
- コビントン・ロコモティブ・ワークス (en:Covington Locomotive Works)
- コルマー (Colmar)
- コロラド・レールカー (en:Colorado Railcar)

### さ行
- GEトランスポーテーション・システム
- ジャクソン・アンド・ウッディン・マニュファクフアリング・カンパニー (en:Jackson and Woodin Manufacturing Company)→アメリカン・カー・アンド・ファウンドリー
- ジャクソン・アンド・シャープ (en:Jackson and Sharp Company)→アメリカン・カー・アンド・ファウンドリー
- ジョーンズタウン・アメリカ (Johnstown America)→フレイトカー・アメリカ
- シンシナティ・ロコモティブ・ワークス (en:Cincinnati Locomotive Works)
- スウィンバーン (en:Swinburne, Smith and Company)
- スケネクタディ・ロコモティブ・ワークス (Schenectady Locomotive Works)→アメリカン・ロコモティブ
- スタンダード・スチール・カー (en:Standard Steel Car Company)→プルマン
- スロール・カー・マニュファクチュアリング (en:Thrall Car Manufacturing Company)→トリニティ・インダストリーズ
- ゼネラル・エレクトリック → GEトランスポーテーション・システム
- ゼネラルモーターズ・エレクトロ・モーティブ・ディビジョン (General Motors Electro-Motive Division = GM-EMD) →エレクトロ・モーティブ・ディーゼル
- セント・チャールズ・カー (en:St. Charles Car Company)→アメリカン・カー・アンド・ファウンドリー
- セントルイス・カー (en:St. Louis Car Company)

### た行
- ダベンポート・ロコモティブ・ワークス (en:Davenport Locomotive Works)
- ダンキルク・エンジニアリング (en:Dunkirk Engineering Company)
- ディックソン・マニュファクチュアリング (Dickson Manufacturing Company)→アメリカン・ロコモティブ
- テネシー・コール・アイアン鉄道 (en:Tennessee Coal, Iron and Railroad Company)
- デンメード・ファウンドリー (en:Denmead Foundary)
- トリニティ・インダストリーズ (en:Trinity Industries)
- トレデガー・アイアン・ワークス (en:Tredegar Iron Works)

### な行
- ニュージャージー・ロコモティブ・アンド・マシーン (New Jersey Locomotive and Machine Company)
- ニューポート・ニュース造船所 (Newport News Shipbuilding)
- ノース・アメリカン・カー・コーポレーション・オブ・シカゴ (en:North American Car Corporation of Chicago)
- ノリス・ロコモティブ・ワークス (en:Norris Locomotive Works)

### は行
- ハースコ (Harsco、HTT)
- ハーランド・アンド・ウルフ (Harland and Wolff)
- ハイスラー・ロコモティブ・ワークス (en:Heisler Locomotive)
- パシフィック・カー・アンド・ファウンドリー (Pacific Car and Foundry)
- パッカー (PACCAR)
- バッド (Budd Company)
- バッファロー・カー・マニュファクフアリング (en:Buffalo Car Manufacturing Company)→アメリカン・カー・アンド・ファウンドリー
- バルカン・アイアン・ワークス (Valcun iron Works)
- ヒックス・ロコモティブ・アンド・カー・ワークス (en:Hicks Locomotive and Car Works)
- ピッツバーグ・ロコモティブ・アンド・カー・ワークス (Pittsburgh Locomotive and Car Works)→アメリカン・ロコモティブ
- ヒンクリー・ロコモティブ・ワークス (en:Hinkley Locomotive Works)
- フェアバンクス・モース (Fairbanks-Morse)→ 鉄道車両製造から撤退
- プリマス・ロコモティブ・ワークス (Plymouth Locomotive Works)
- ブリル (J. G. Brill and Company)
- ブルックス・ロコモティブ・ワークス (Brooks Locomotive Works)→アメリカン・ロコモティブ
- ブルックビル・ロコモティブ (Brookville Locomotive Company)→ブルックビル・イクイップメント (Brookville Equipment Corporation)
- プルマン (Pullman Company)
- ベスレヘム・スチール (Bethlehem Steel Corporation)
- ペニンシュラ・カー (en:Peninsular Car Company)→ミシガン半島自動車
- ホイットコム・ロコモティブ・ワークス (Whitcomb Locomotive Works) →ボールドウィン・ロコモティブ・ワークス
- ボーイング・ヘリコプターズ (Boeing Helicopters→Boeing Rotorcraft Systems)
- ポーター (H. K. Porter, Inc)
- ポートランド・カンパニー (en:Portland Company)
- ボールドウィン・ロコモティブ・ワークス (Baldwin Locomotive Works)→ ゼネラル・エレクトリック
- ボールドウィン・ライマ・ハミルトン (Baldwin-Lima-Hamilton)

### ま行
- マーチャンツ・ディスパッチ (en:Merchants Despatch、MDT)→車両製造から撤退
- マザー・ストック・カー (en:Mather Stock Car Company)→ノース・アメリカン・カー・コーポレーション・オブ・シカゴ
- マムース・スチーム (Mammoth steam)
- マルチパワー・インターナショナル (Multipower International, Inc)
- マンチェスター・ロコモティブ・ワークス (en:Manchester Locomotive Works)
- ミシガン半島自動車 (en:Michigan-Peninsular Car Company)→アメリカン・カー・アンド・ファウンドリー
- ミッドウェスト・ロコモティブ・ワークス (en:Midwest Locomotive Works)
- メイソン・マシン・ワークス (en:William Mason (locomotive builder))

### や・ら・わ行
- ライマ・ハミルトン (Lima-Hamilton)→ボールドウィン・ライマ・ハミルトン
- ライマ・ロコモティブ・ワークス (Lima Locomotive Works)→ライマ・ハミルトン
- ラルストン・スチール・カー (en:Ralston Steel Car Company)
- ランカスター・ロコモティブ・ワークス (en:Lancaster Locomotive Works)
- ランケンハイマー 日本甜菜製糖1号蒸気機関車
- リッチモンド・ロコモティブ・ワークス (en:Richmond Locomotive Works)
- ロー (en:Rohr, Inc.)
- ロードアイランド・ロコモティブ・ワークス (en:Rhode Island Locomotive Works)
- ロジャーズ・ロコモティブ・ワークス (Rogers Locomotive and Machine Works)→アメリカン・ロコモティブ

## アルゼンチン
- Alstom Argentina
  - ブエノスアイレス州、フランスの企業アルストムのアルゼンチン工場
- Astarsa（Astilleros Argentinos Río de La Plata S.A.、ラプラタ川アルゼンチン造船所）
  - ブエノスアイレス州
- リオ・サンティアゴ造船所（Astillero Río Santiago）
  - ブエノスアイレス州
- CATITA
  - ブエノスアイレス連邦首都区
- Cometarsa - テチント・グループ
  - ブエノスアイレス州
- Emepa（エメパ）（スペイン語版）
  - チャスコムス工場（Chascomus、ブエノスアイレス州） - 本社
  - アルゼンチン中央鉄道ロサリオ車両工場→ペレス/リオ・ロ工場（Pėrez/Rio Ro、サンタフェ州） - 支社
- Fábrica Argentina de Locomotoras（FADEL、国営アルゼンチン機関車製造）→サルミエント鉄道リニエルス車両工場
  - ブエノスアイレス州
- Fábrica Argentina de Vagones y Silos（FAVYS、アルゼンチン客貨車・サイロ製造）
  - ブエノスアイレス州
- Fabricaciones Militares（軍事製造、FM）（スペイン語版） - 国営企業
  - サン・マルティン将軍工場（Fabricaciones Militares General San Martin、ブエノスアイレス州） - 軌道および鉄道線用電車の製造→MK Rail Argentina→EMFER→中国南車アルゼンチン（企業上の登録のみで工場は閉鎖）
  - リオ・テルセロ工場（Fabricaciones Militares Rio Tercero、コルドバ州） - 貨車の製造
- Ferrodinie
  - ブエノスアイレス州
- FIAT MATERFER→Materfer（Material Ferroviario S.A. - 鉄道車両製造会社）
  - コルドバ州 - 元フィアットグループ
- S.A.B.B.（英語版）
  - サンタフェ州
- SCIPIONI
  - ブエノスアイレス州
- ロカ将軍鉄道バイアブランカ車両工場（Talleres Ferroviarios Bahía Blanca）
  - ブエノスアイレス州
- ベルグラーノ将軍鉄道タフィ・ヴィエホ車両工場（Talleres Ferroviarios Tafí Viejo）
  - トゥクマン州
- TecnoTren（テクノトレン）
  - ブエノスアイレス州
- TMH Argentina
  - ブエノスアイレス州、ロシアの企業トランスマッシュホールディングの子会社
- Zanello
  - コルドバ州、重機製造メーカー

## イギリス

### あ行
- アラン・キーフ (en:Alan Keef Ltd )
- アームストロング・ホイットワース (Armstrong Whitworth)
- アベリング・アンド・ポーター (en:Aveling and Porter)
- アンドリュー・バークレー (en:Andrew Barclay)
- イングリッシュ・エレクトリック (English Electric)→ゼネラル・エレクトリック・カンパニー(GEC)→アルストム（フランス）
- ウイングローブ・アンド・ロジャース (en:Wingrove & Rogers)
- ウィンソン（en:Winson Engineering）
- エイボンサイド・エンジン (en:Avonside Engine Company)→ハンスレット・エンジン

### か行
- カー・ステュアート (en:Kerr, Stuart and Company)
- キットソン (en:Kitson & Co.)→ハンスレット・エンジン
- グリーンウッド・アンド・バトレー (Greenwood & Batley Ltd)
- グリーンバット (en:Greenbat)
- クレイトン・イクイップメント (CECまたはCEL, en:Clayton Equipment Company Ltd)
- クレイブンス (en:Cravens)
- グローススター (en:Gloucester Railway Carriage & Wagon Company)

### さ行
- シャープ・ロバーツ→シャープ・スチュアート (Sharp Stewart)→ノース・ブリティッシュ・ロコモティブ（アトラス）
- ジョージ・イングランド (en:George England)
- スチーム・ロコ・デザイン (Steam Loco Design)
- ステファン・ルウィン (en:Stephen Lewin)
- ゼネラル・エレクトリック・カンパニー (GEC) (General Electric Company)
- センチネル (en:Sentinel Waggon Works)

### た行
- ターク・アンド・レイ (en:Tulk and Ley)
- ダ・ウイントン (en:De Winton)
- ダブス (Dübs and Company)→ノース・ブリティッシュ・ロコモティブ（グラスゴー）
- TMAエンジニアリング (en:TMA Engineering)
- トーマス・ヒル (en:Thomas Hill (Rotherham) Ltd)
- ドローリー・カー (en:Drewry Car Co.)

### な行
- ナスミス・ガスケル (en:Nasmyth, Gaskell and Company)→ナスミス・ウィルソン (Nasmyth, Wilson)
- ニールソン (Neilson and Company)→ノース・ブリティッシュ・ロコモティブ（ハイドパーク）
- ノース・ブリティッシュ・ロコモティブ (North British Locomotive Company)

### は行
- バーミンガム (en:Birmingham Railway Carriage and Wagon Company)
- ハイバード (en:F. C. Hibberd & Co Ltd)
- W・G・バグナル (en:W.G. Bagnall)→イングリッシュ・エレクトリック
- バグレー (en:Ernest E. Baguley)
- ハズウェル・クラーク (HCCL) (en:Hudswell Clarke)
- バルカン・ファウンドリー (Valcan Foundry)→イングリッシュ・エレクトリック
- ハンスレット・エンジン (en:Hunslet Engine Company)
- ハンスレット・バークリー (en:Hunslet Barclay)
- 5atプロジェクト (5at project)
- フォックス・ウォーカー (en:Fox Walker)
- ブラック・ホーソン (en:Black, Hawthorn & Co)
- ブラッシュ・トラクション (en:Brush Traction)
- ブリッジウォーター・ファウンドリー (en:Bridgewater Foundry)→ナスミス・ガスケル
- ブリティッシュ・エレクトリック・ビークルズ (en:British Electric Vehicles)
- プレスト・スチール・カンパニー (Pressed Steel Company Ltd.)
- フレッチャー・ジェニングス (en:Fletcher, Jennings & Co.)
- BREL (British Rail Engineering Limited) (en:BREL)
- ベイヤー・ピーコック (Beyer Peacock)
- ペケット・アンド・サンズ (en:Peckett and Sons)
- ホーソン (R. & W. Hawthorn)→ホーソン・レスリー(R. & W. Hawthorn Leslie and Company, Limited)→（事業譲渡）→ロバート・スティーブンソン・アンド・ホーソンズ

### ま行
- マー・ヒル (en:Muir-Hill)
- マニング・ワードル (en:Manning Wardle)→ハンスレット・エンジン
- ミッドランド (en:Midland Railway Carriage and Wagon Company)
- メトロキャメル (MCCW) (Metro-Cammell)
- メトロポリタン＝ヴィッカース (Metropolitan-Vickers)
- モーター・レール (en:Motor Rail)

### や・ら・わ行
- ヨークシャー・エンジン・カンパニー (en:Yorkshire Engine Company)
- ラストン・アンド・ホーンズビー (Ruston & Hornsby
- ロバート・スチーブンソン→ロバート・スティーブンソン・アンド・ホーソンズ (en:Robert Stephenson and Hawthorns)→イングリッシュ・エレクトリック

## イタリア
- IPE
- アンサルドブレーダ (Ansaldobreda, S.P.A.) →日立レールイタリア
- コリファー (it:Corifer)
- バレンテ (Valente)
- フィアットの鉄道車両部門（フィアット・フェロヴィアリア（イタリア語版））→アルストム・イタリア
- フィレマ (it:Firema Trasporti)

## インド
- インテグラル・コーチ・ファクトリー (en:Integral Coach Factory, ICF)
- チッタランジャン・ロコモティブ・ワークス (en:Chittaranjan Locomotive Works)
- ディーゼル・ロコモティブ・ワークス (DLW) en:Diesel Locomotive Works
- BEML (en:BEML, Bharat Earth Movers Limited)
- レール・コーチ・ファクトリー (en:Rail Coach Factory, RCF)

## ウクライナ
- クリューコウ車輌製作工場 (Крюковський вагонобудівний завод/JSC Krukovskiy Wagon Works)
- ハリコフ蒸気機関車製作工場→V・O・マールィシェウ記念工場 (Завод імені В.О. Малишева/Malyshev Factory)
- ルハンシク・ディーゼル機関車工場→ルハンシクテプロヴォーズ (Луганськтепловоз/en:Luhanskteplovoz)

## ウルグアイ
- CIR S.A.
- セルビ・ピエサス (Servi Piezas)

## オーストラリア
機関車の大部分はアメリカのゼネラル・エレクトリック (GE)、エレクトロ・モーティブ・ディーゼル (EMD)、アメリカン・ロコモティブ (ALCO) の主要部材を用いてオーストラリア国内で組み立てられた。
- アブテック (en:Avtec)
- A・E・グッドウィン (en:A E Goodwin)
- EDIウォーカーズ (en:EDI Walkers)
- クライド・エンジニアリング (en:Clyde Engineering)→ダウナーEDIレール
- ゴニナン (A. Goninan)→ユナイテッド・ゴニナン→ユナイテッド・グループ・レール
- コモンウェルス・エンジニアリング→ クライド・エンジニアリング
- ダウナーEDIレール (en:EDI Rail)
- ヘンリー・ダーキン・ウォーカース (en:Henry Deakin Walkers)→EDIウォーカーズ
- E・M・ボールドウィン （en:E M Baldwin、アメリカのボールドウィン・ロコモティブ・ワークスとは別）
- モリソン・ヌードセン・オーストラリア (en:Morrison Knudsen Australia)
- ユナイテッド・グループ・レール (en:United Group Rail)

## オーストリア
- プラッサー&トイラー (Plasser & Theurer)

## オランダ
- NV Allan
- Heemaf
- Werkspoor

## カナダ
- カナディアン・ロコモティブ・カンパニー (Canadian Locomotive Company、CLC)→フェアバンクス・モース（アメリカ）
- ゼネラルモーターズ・ディーゼル (General Motors Diesel)→ディーゼル・ディビジョン・オブ・ゼネラルモーターズ・カナダ (DDGM)→エレクトロ・モーティブ・ディーゼルのエレクトロ・モーティブ・カナダ
- ナショナル・スチール・カー (National Steel Car)
- ボンバルディア・トランスポーテーション (Bombardier Transportation)
- モントリオール・ロコモティブ・ワークス (Montreal Locomotive Works、MLW)→ボンバルディア・トランスポーテーション
- レールパワー・テクノロジーズ (en:Railpower Technologies)

## 韓国
- 韓進重工業→ロテム
- 現代精工→ロテム
- 大宇重工業→ロテム
- ロウィン (Rowin)→タウォンシス(Dawonsys)
- ロテム→現代ロテム (Hyundai Rotem)→名称変更してロテム

## ギリシャ
- Basileiades (en:Basileiades)
- Kioleides (en:Kioleides)
- ヘレニック造船所 (en:Hellenic Shipyards Co. )

## グルジア
- Elmavalmshenebli

## クロアチア
- Koncar

## スウェーデン
- ASEA (Allmäna Svenska Elektriska Aktiebolaget) (en:ASEA) -（鉄道事業譲渡）→アセア・ブラウン・ボベリ（スイス）→アドトランツ→ボンバルディア・トランスポーテーション（ドイツ）
- Kockums Industrier
- Munktells Mekaniska Verkstad
- NOHAB (de:Nydqvist och Holm AB, NOHAB)
- STT

## スイス
- ABB（アセア・ブラウン・ボベリ、Asea Brown Boveri） -（鉄道事業譲渡）→アドトランツ→ボンバルディア・トランスポーテーション（ドイツ）
- エリコン機械製造 (Maschinenfabrik Oerlikon, MFO) －（鉄道事業譲渡）→ アドトランツ
- シグ (Schweizerische Industrie-Gesellschaft, SIG) －（鉄道事業譲渡）→ アルストム
- スイス・ロコモティブ・アンド・マシン・ワークス (en:Swiss Locomotive and Machine Works, S.L.M.) → シュタッドラー・レール
- シュタッドラー・レール (en:Stadler Rail)
- DLM AG (Dampflokomotiv- und Maschinenfabrik AG)

## スペイン
- CAF (en:Construcciones_y_Auxiliar_de_Ferrocarriles)
- スンスンデギ
- タルゴ (Talgo)

## スロバキア
- Avokov
- ZOS Vrutky

## セルビア
- Bratstvo
- Fabrika Vagona Kraljevo
- Goša
- Mašinska Industrija Niš (MIN)

## チェコ共和国
- チェコモラヴスカ・コルベン=ダニェク (en:Českomoravská Kolben Daněk, ČKD)－（鉄道事業譲渡）→シーメンス・モビリティ
- シュコダ・ワークス (Škoda Works/チェコ語ではŠkodovy závody)
- タトラ（Tatra a. s.）

## 中華民国
- 唐栄鉄工廠→台湾車輌
- 台湾車輌
- 台湾鉄工所→台湾機械→中鋼機械
- 基隆船渠
- 北晟重機
- 皇車工業有限公司
- 秦陽機械股份有限公司
- 隆成發鐵工廠股份有限公司

## 中国
順不同
- 中国中車
  - 斉斉哈爾車輛厰→斉斉哈爾鉄路車輛（集団）有限責任公司
  - 哈爾浜車輛有限責任公司
  - 長春客車厰→長春軌道客車
  - 満鉄沙河口工場→大連機車車輛厰→大連機車車輛
  - 唐山機車車輛→唐山軌道客車
  - 北京二七機車廠→北京二七軌道交通装備
  - 太原機車車輛廠 
  - 大同電力機車廠→大同電力機車
  - 済南機車車輛厰
  - 西安車輛厰
  - 株洲電力機車廠→株洲電力機車
  - 戚墅堰機車
  - 膠済鉄道四方工廠→華北交通四方工廠→四方機車車輛工廠→青島四方機車車輛
  - 資陽機車廠（zh:资阳机车）
  - 南京浦鎮車輛廠

## チリ
- Casagrande Motori
- Chesta Ingeniería S.A.
- SOCOMETAL

## デンマーク
- ABB Scandia
- Triangel
- Frichs
- Pedershaab

## ドイツ
- アーノルト・ユンク (de:Arnold Jung Lokomotivfabrik GmbH)
- AEG（アルゲマイネ）-（鉄道事業譲渡）→アドトランツ→ボンバルディア・トランスポーテーション
- アドトランツ (Adtranz)→ボンバルディア・トランスポーテーション
- インターロック・スチーム (Interlock steam)
- ウインドホフ (en:Windhoff)
- ウーマグ (de:Waggon- und Maschinenbau AG, WUMAG)
- LEW (de:Lokomotivbau Elektrotechnische Werke)→AEG -（鉄道事業譲渡）→アドトランツ→ボンバルディア・トランスポーテーション
- エスリンゲン(de:Maschinenfabrik Esslingen)→クラウス＝マッファイ・ウェグマン
- オーレンシュタイン・ウント・コッペル
- クラウス (de:Locomotivfabriken Krauß & Comp.)→クラウス＝マッファイ (Krauss-Maffei)→クラウス＝マッファイ・ヴェクマン (de:Krauss-Maffei Wegmann, KMW)→シーメンス・クラウス＝マッファイ→（鉄道車両事業譲渡）→シーメンス
- クルップ (Krupp)
- ゴータ車両製造 (Gothaer Waggonfabrik A.G., GWF)
- コッペル
- シーヒャウ (en:Schichau-Werke)
- シーメンス (Siemens AG)→シーメンス・モビリティ (de:Siemens Transportation Systems)
- シュバルツコップ (en:Maschienenfabrik L. Schwarzkopff)→ベルリン機械製造
- ショーマ (de:SCHÖMA)
- デッサウ (de:Fahrzeugtechnik Dessau)
- デュワグ (de:DÜWAG、Düsseldorfer Waggonfabrik)
- ハノマーグ (Hannoversche Maschinenbau AG、Hanomag)→（鉄道車両事業譲渡）→ヘンシェル
- バブコック＝ボルジッヒ (de:Babcock-Borsig AG
- BBC→アセア・ブラウン・ボベリ
- フォイト (Voith AG) 長年液体式変速機の名門メーカーだったが、2005年からディーゼル機関車の生産に参入した。
- フォスロ (de:Vossloh)
- ブラウン・ボベリ・アンド・シー (BBC, de:Brown, Boveri & Cie.)→アセア・ブラウン・ボベリ
- フルカン・シュテッティン (AG Vulcan Stettin)
- ヴェクマン (de:Wegmann & Co.)→クラウス＝マッファイ・ヴェクマン (de:Krauss-Maffei Wegmann, KMW)
- ベルリン機械製造 (Berliner Maschinenbau Actien Gesellschaft vormals L. Schwartzkopff)→DIAG
- ヘンシェル (Henschel)（事業譲渡）→アドトランツ
- ホーエンツォレルン機関車製造会社 (de:Aktiengesellschaft für Lokomotivbau Hohenzollern)
- ボルジッヒ (Borsig)→バブコック＝ボルジッヒ
- ボンバルディア・トランスポーテーション (Bombardier Transportation)
- J.A.マッファイ (Lokomotiv-und Maschinenfabrik J.A.Maffei)→クラウス＝マッファイ
- マシーネンバオ・キール (MaK, en:Maschinenbau Kiel)
- マシーネンファブリク・L・シュバルツコップ→ベルリン機械製造
- ロベル (Robel trackwork)
- LOWA（ドイツ語版） (Vereinigung Volkseigener Betriebe (VVB) des Lokomotiv- und Waggonbaus)

## トルコ
- ツヴァサス (TÜVASAŞ、Türkiye Vagon Sanayi A.Ş.) (Turkish Wagon Industry Inc)
- Turkish Railway Machines Industry Inc (TUDEMSAS)

## ニュージーランド
- アディントン工場 (en:Addington Workshops)
- イーストタウン工場 (en:Easttown Workshops)
- E・W・ミルズ (en:E.W. Mills)
- A&Gプライス (en:A & G Price)
- オタフフ工場 (en:Otahuhu Workshops)
- スコット・ブラザーズ (en:Scott Brothers)
- ニューマーケット工場 (en:Newmarket Workshops)
- ハット工場 (en:Hutt Workshops)
- ヒルサンド工場 (en:Hillside Engineering

## ハンガリー
- ガンツ (en:Ganz)→ガンツ・マーバグ (Ganz-MÁVAG)→ガンツ
- マーバグ (MÁVAG)

## フィンランド
Oyとは、アメリカ合衆国におけるLLC、ドイツにおけるGmbHに相当する会社の形態を指す。
- ロコモ (en:Lokomo)
- タンペラ (en:Tampella)
- ヴァルメト (Valmet)→トランステック
- トランステック (en:Transtech Oy)→タルゴ（スペイン）→シュコダ・トランスポーテーション (チェコ)
- サーラスティ(Saalasti)
- ロータルーキー (en:Rautaruukki)
- フィンランド国鉄 (Valtionrautatiet)

## フランス
- アルストム (Alstom)
- en:Ateliers du Nord de la France (ANF)→ボンバルディア・トランスポーテーション
- en:Brissonneau and Lotz→アルストム
- CFD (fr:Compagnie des Chemins de Fer Départementaux)
- en:Compagnie Electro-Méchanique→アルストム
- シュナイダーエレクトリック (Schneider Electric)

## ベルギー
- アングロ・フランコ・ベルジ (fr:Société Franco-Belge)
- チュービッツ
- en:La Brugeoise et Nivelles SA.→ボンバルディア・トランスポーテーション

## ポーランド
- en:Pafawag
- Newag
- Pesa
- en:Fablok→BUMAR - FABLOK
- Bumar →BUMAR - FABLOK

## 南アフリカ
- ユニオン・キャリッジ・アンド・ワゴン (Carriage and Wagon, UCW) Union
- DCD Dorbyl
- ガードルストーン・スティーム (Girdlestone steam)
- トランスワーク Transwerk

## ラトビア
- リガ車両製作工場 (Rīgas Vagonbūves Rūpnīca)

## ルーマニア
- エレクトロプテレ・クラヨーヴァ (Electroputere Craiova)

## ロシア
- コロームナ工場（コロメンスキー、Kolomensky、Коломенский завод、）
- シナラ・グループ (Sinara Group)
- デーミホヴォ車両製作工場 (Демиховский машиностроительный завод)
- トランスマッシュホールディング (CJSC Transmashholding, Трансмашхолдинг)
- ノヴォチェルカッスク電気機関車製作工場 (en:Novocherkassk Electric Locomotive Factory, NEVZ) (Новочеркасский электровозостроительный завод)
- ブリャンスク車両製作工場 (Брянский машиностроительный завод)
- ペテルブルク路面電車技術工場 (Петербургский трамвайно-механический завод)→ワゴンマーシュ(Вагонмаш)
- ムィティーシチ車両製作工場→メトロワゴンマッシュ(Метровагонмаш)
- リュジーノヴォ・ディーゼル機関車製作工場 (Ludinovoteplovoz, Людиновский тепловозостроительный завод)